# Институт сельского хозяйства Республики Сербской

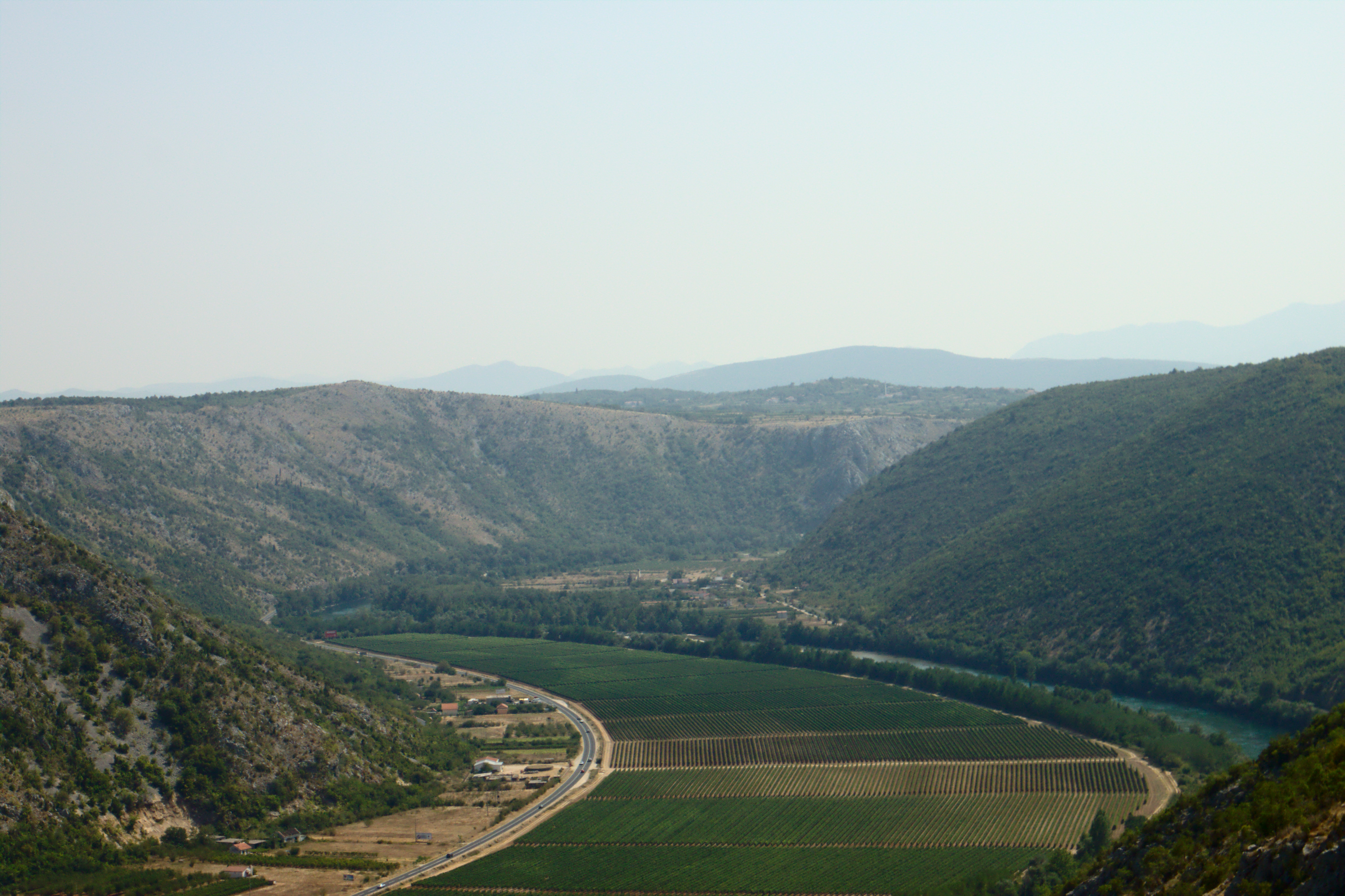
Сельскохозяйственные участки у Неретвы

Институт сельского хозяйства Республики Сербской (серб. Пољопривредни институт Републике Српске) — научно-исследовательский институт, основанный 3 июля 1947 года как Сельскохозяйственное отделение. Здание Института находится в Баня-Луке, местечке Лазарево. В состав института входят собственный бизнес-центр, здание управления, современные лаборатории для проведения научных исследований в области сельского хозяйства. Помимо этого, Институт имеет свой собственный земельный участок, оборудование для проведения испытаний и производства семян и свой центр обработки. Институт проводит фундаментальные, прикладные и научно-исследовательские исследования в области сельского хозяйства, что имеет стратегическое значение для Республики Сербской. Деятельность института определяется благодаря деятельности девяти отделений:
- Отделение зерновых культур
- Отделение кукурузы
- Отделение промышленных растений
- Отделение кормовых культур
- Отделение овощеводства
- Отделение садоводства и виноградарства
- Отделение по защите растений, семян и биотехнологиям
- Отделение агроэкологии
- Отделение животноводства

## Организационная структура
Организационную структуру Института составляют Комитет управления, директор и научный совет.
- Комитет управления Института состоит из сотрудников института и учредителей, назначаемых правительством Республики Сербской. В комитет входят пять человек: два должны иметь научную степень. Выбор и назначение проводится на конкурсной основе по Закону о министерских, правительственных и других назначениях Республики Сербской и Закону о научно-исследовательской деятельности. Каждый член Комитета занимает свой пост на протяжении 4 лет[2].
- Научный совет — профессиональный орган Института, члены совета — сотрудники института с научными степенями, работающие две трети от полного рабочего дня в совете. В него входят 12 человек, каждый занимает свой пост 4 года. В совет могут быть избраны основатели по инициативе Научного совета как представители Министерства по науке и технологиям[2].

## История

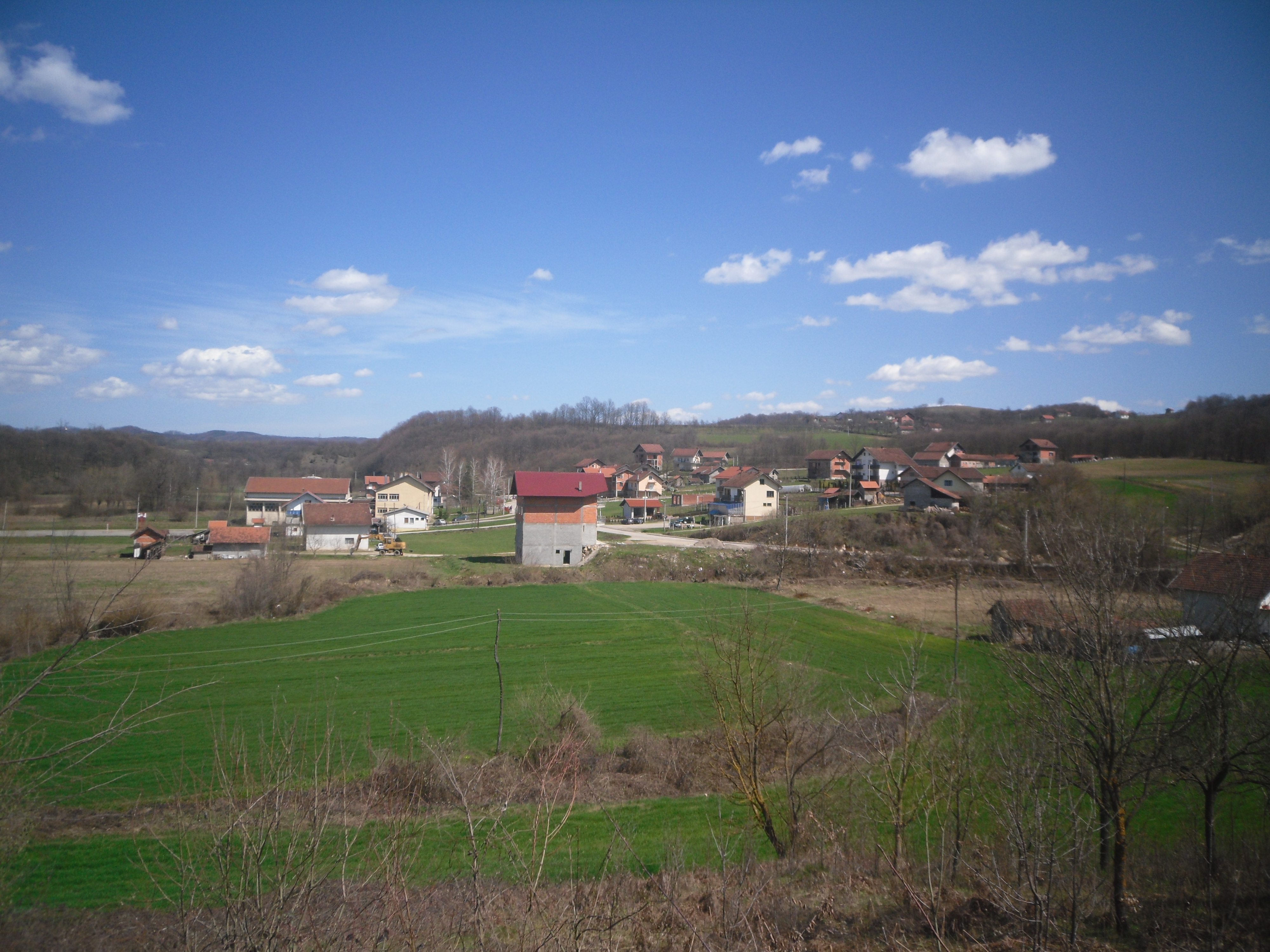
Деревня Борковичи

В 1947 году правительство Народной Республики Босния и Герцеговина по предложению министра сельского хозяйства издало Постановление о создании Сельскохозяйственного отделения в Баня-Луке, подчинявшегося Министерству сельского хозяйства. Результаты единой селекционно-племенной работы Института сельского хозяйства Республики Сербской с 1947 года отражены в более чем 45 выведенных сортах и гибридах зерновых и кормовых культур, кукурузы и овощей — основы сельского хозяйства страны. Результаты управления Института, чья деятельность основана на лабораторных анализах, связаны с качеством и медицинской безопасностью семян и посадочного материала сельскохозяйственных продуктов и кормовых для животных, безопасности и плодородности почвы — именно эти вопросы являются первичными для Института при организации исследований или налаживании сельскохозяйственного производства.
Институт сельского хозяйства Республики Сербской является единственным общественным научно-исследовательским институтом в данной области. С момента своего создания Институт прошёл через множество различных периодов процветания и успеха, затишья и кризиса, как получая финансовую и материальную поддержку со стороны властей СР Боснии и Герцеговины, так и находясь вне интереса властей и научного общества. С 1980 по 1990 годы Институт, входивший в аграрно-промышленный комплекс Баня-Луки, пережил расцвет своей деятельности, поскольку научное общество выделило много средств для финансирования. Второй период бума пришёлся на годы после завершения Боснийской войны, когда Институт с большим трудом выстоял. С 2009 году Правительство Республики Сербской регулярно выделяет гранты на научные исследования и разнообразную профессиональную деятельность, представляющую интерес для национального сельского хозяйства.

## Ресурсы Института

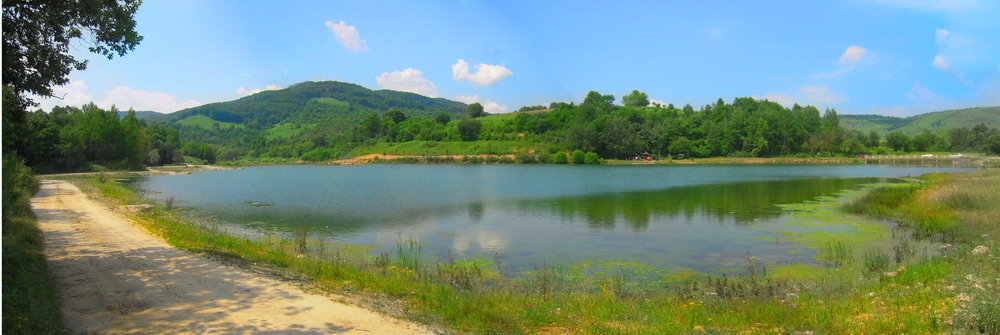
Озеро на горе Маняча

Это единственный институт во всей Боснии и Герцеговине, выращивающий свои собственные сорта зерновых, кормовых и технических культур, а также овощи и гибриды кукурузы. Это основная предпосылка организация собственного производства семян в Республике Сербской, направленная на сокращение импорта сортов иностранных семян и гибридов и уменьшение оттока валютных средств и Республики Сербской на этой основе. Косвенно сорта, выведенные в Институте, являются основой для участия отечественных производителей, торговых компаний и заводов по переработке семян, которая представляет основные формы получения доходов в стране в этой области. Институт имеет все необходимые средства, сельскохозяйственные угодья, оборудование для экспериментальных исследований и производственную базу для производства всех сельскохозяйственных культур в стране.
Производственная база семян — основа для коммерческого производства. Современные лаборатории агрохимии и агроэкологии, защиты растений, семян и биотехнологий являются основой для подключения Института к различным европейском проектам по охране окружающей среды и производству продуктов здорового питания на открытом рынке. Лаборатория биотехнологий позволяет полностью контролировать и обнаруживать генетически модифицированные сорта на рынке Республики Сербской. Лаборатория семян оснащена оборудованием для эффективного качественного и количественного тестирования всех видов семян и посадочного материала, находящихся в обращении на территории Республики Сербской. Есть также свой генный банк растений, где хранятся и поддерживаются многочисленные автохтонные и старые сорта, разнообразные популяции, новые сорта и гибриды растений. В Институте работают высококвалифицированные специалисты. В связи с этим официально целью института является сохранение действующих кадров и развитие так называемого «кадрового банка».

## Реализованные проекты
Некоторые из реализованных Институтом научно-исследовательских проектов:
- Интенсификация производства кормов на пахотных землях равнинного региона
- Оплеменивание (селекция) многолетних трав
- Совершенствование выращивания пшеницы в СР БиГ
- Инвентаризация земельных ресурсов в послевоенные годы в Боснии и Герцеговине
- Рожь в системе органического производства
- Совершенствование производства кормовых культур в Республике Сербской
- Селекция и размножение семян гибридной кукурузы в Республике Сербской
- Образование новых сортов груш, устойчивых к бактериальным отравлениям
- Образование новых высокопродуктивных гибридов кукурузы в Республике Сербской
- Анализ присутствия генных модификаций, в живых растениях, частях растений и растительных продуктах Республики Сербской
- Экспериментальные исследования лекарственных растений в Поповом-поле
- Тестирование и внедрение в производство новых сортов озимой пшеницы
- Программа улучшения животноводства на территории общины Костайница

## Известные сорта

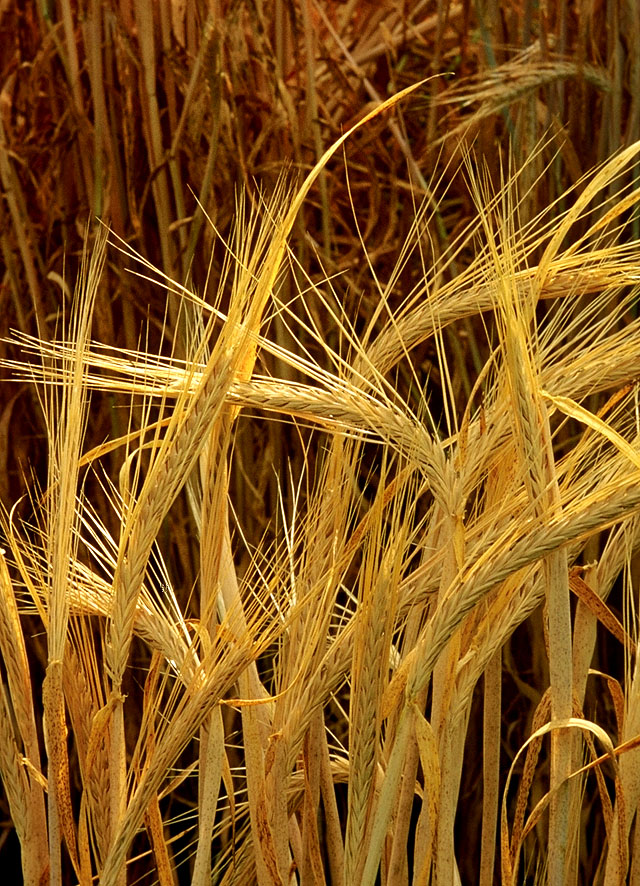
Ячмень

Сельскохозяйственный институт с 1947 по 2012 годы вывел 14 сортов пшеницы, два сорта ячменя, сорт ржи, два сорта тритикале, девять гибридов кукурузы, четыре сорта люцерна, два сорта смолёвки, два сорта ежевики, один сорт тимофеевки, один сорт весеннего полевого гороха, один сорт овсяницы красной, четыре сорта сои и два сорта паприки.
- Выведены следующие сорта зерновых культур: босанка, сарайка, плива, укрина"', врбас, гранада, кристина, банялучанка, елена, приедорчанка, стоянка, орион, нова босанка, осирис, коста, оскар, виктор, октавия
- Гибриды кукурузы: BL-270, BL SC-55, BL SC-44/10, BL SC-50/19, BL SC-29, BL SC-27t, BL SC-48, BL SC-43, BL SC-46.
- Сорта кормовых культур: луцерка, банялучанка, соня, биляна, смилькита жути, звездан, тера, ежевица, БЛ, краина, мачии реп, буки, саша
- Сорта технических культур: сана, соня, милица, марина
- Сорта овощей: стелла, баня-лукская рана[3].

## Награды
За вклад в развитие сельского хозяйства страны Институт сельского хозяйства был удостоен следующих наград:
- Золотая медаль всемирной выставки изобретений (2009)
- Европейский орден заслуг творчества III степени (2009)
- Премия Веселина Маслеши (1972)
- Благодарность от Общества семян Югославии (1990)
- Грамота от INA Petrokemija Kutina (1978)
- Премия «Золотой колос» от Баня-Лукской ярмарки «Агрос»
- Первая премия технологических новшеств (2008)
- Золотая медаль Института животноводства и кормовых культур Нови-Сада (1998)

В 2012 году к 65-летию была опубликована монография «65 лет научно-исследовательской и практической работы по улучшению сельского хозяйства», которую начали писать осенью 2011 года.